# 阿里山号
阿里山号（ありさんごう）は、中華民国（台湾）の阿里山森林鉄路で運行される客車。同鉄道で初めて冷房を装備した主力車両である。また、同車両を使用して阿里山線を嘉義〜沼平間を結ぶ列車の名前も阿里山号の名所が使用されている。

## 歴史
- 1984年1月27日 - 阿里山号(初代)投入運用開始。
- 1999年 - 阿里山号2次車運用開始。
- 2006年10月6日 - 阿里山号3次車(新型聯控車両)運用開始。

## 車両資料
| 代    | 製造所     | 製造年 | 車両番号                                                                  | 両数                 | 運用路線                                 |
| ----- | ---------- | ------ | ------------------------------------------------------------------------- | -------------------- | ---------------------------------------- |
| 1次車 | 唐栄鉄工廠 | 1984年 | SPC11-SPC20、SPC22-SPC32（注：21号は廃車）                                | 21両（注：元は22両） | 阿里山線                                 |
| 2次車 | 中国鋼鉄   | 1999年 | SPC33、SPC35-SPC37（注：34号は欠番、非聯控車両）、SPC38-SPC41（聯控車両） | 8両                  | 阿里山線                                 |
| 3次車 | 嘉義機械   | 2000年 | SPC42、SPC43、SPC45-SPC49（注：44号は欠番）                               | 7両                  | 阿里山線、眠月線（眠月線専用車両を使用） |

座席数：25（トイレなし車両）、24（トイレつき車両）
客席窓は固定で側扉は片側1箇所で2枚折戸、車内は転換クロスシートが2＋1の配置である。
4両または5両連結で運行されている。空調装置の電源はディーゼル機関車から給電されるが、SPC20は改造されて発電装置を積み、給電設備のない機関車での牽引時に空調装置を作動させるための電源車兼用となっている。
上山(阿里山行)側の車端部には推進運転時に前方監視を行うための乗務員室が設けられており、室内には非常ブレーキ弁、無線機、警笛が設置されている。乗務員室側の妻面には前方監視窓や前照灯、無線アンテナがあり、一見プッシュプル運転用制御客車にも見えるが機関車の制御機能はない。

## 列車としての阿里山号
阿里山線の嘉義－阿里山間を走っている全席指定の列車である。
定期運行は2008年5月現在で1往復である。上山(阿里山行)が列車番号5、下山(嘉義行)が列車番号6でそれぞれ13時過ぎに始発駅を発車して交力坪駅で交換し、17時前に終着駅に到着する。不定期運行として上山に列車番号211、下山に列車番号214の1往復が設定されている。上山の場合は推進運転が行われるのが特徴である。

## ギャラリー

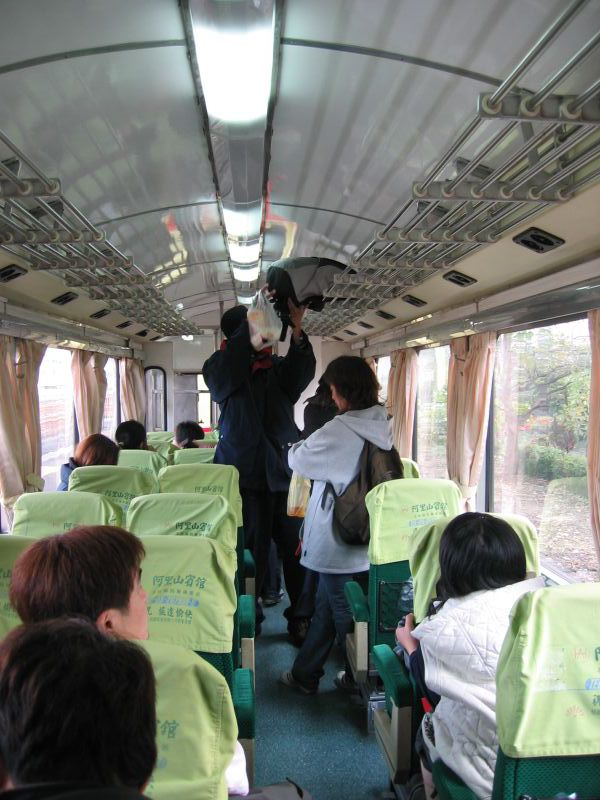
車両内部
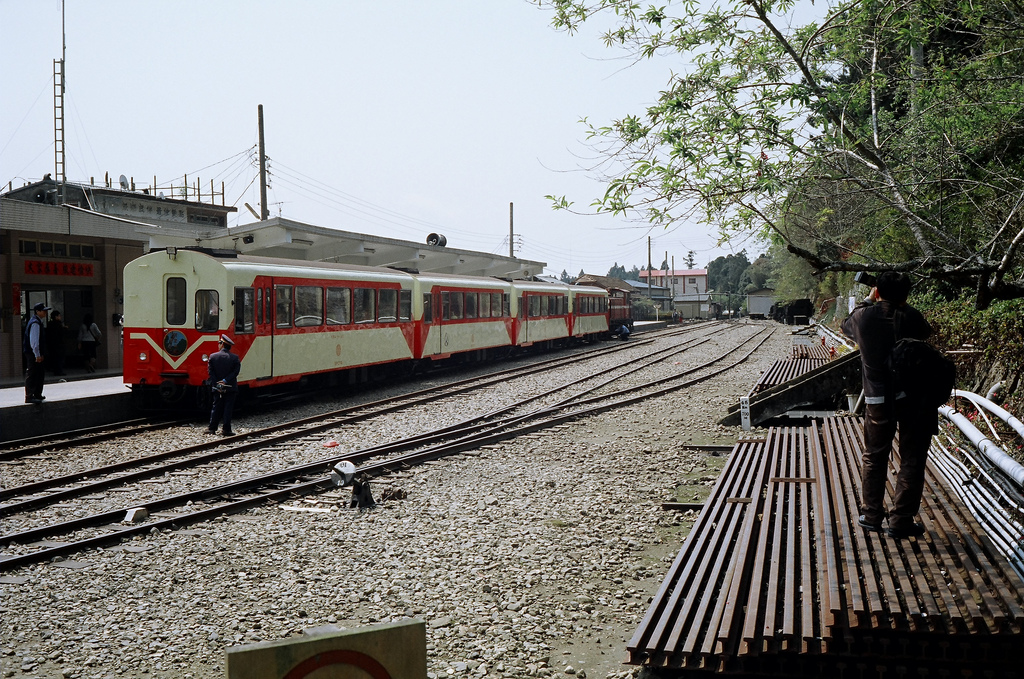
奮起湖駅の阿里山号
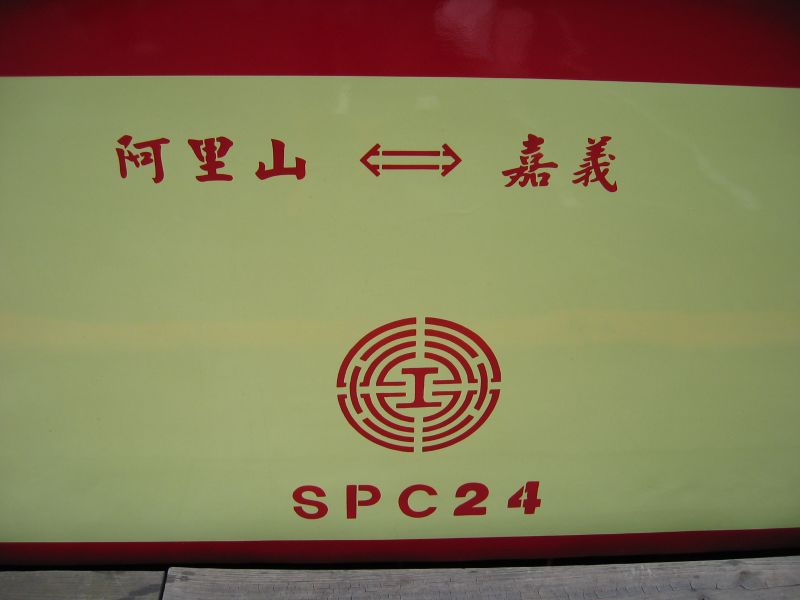
SPC24側面
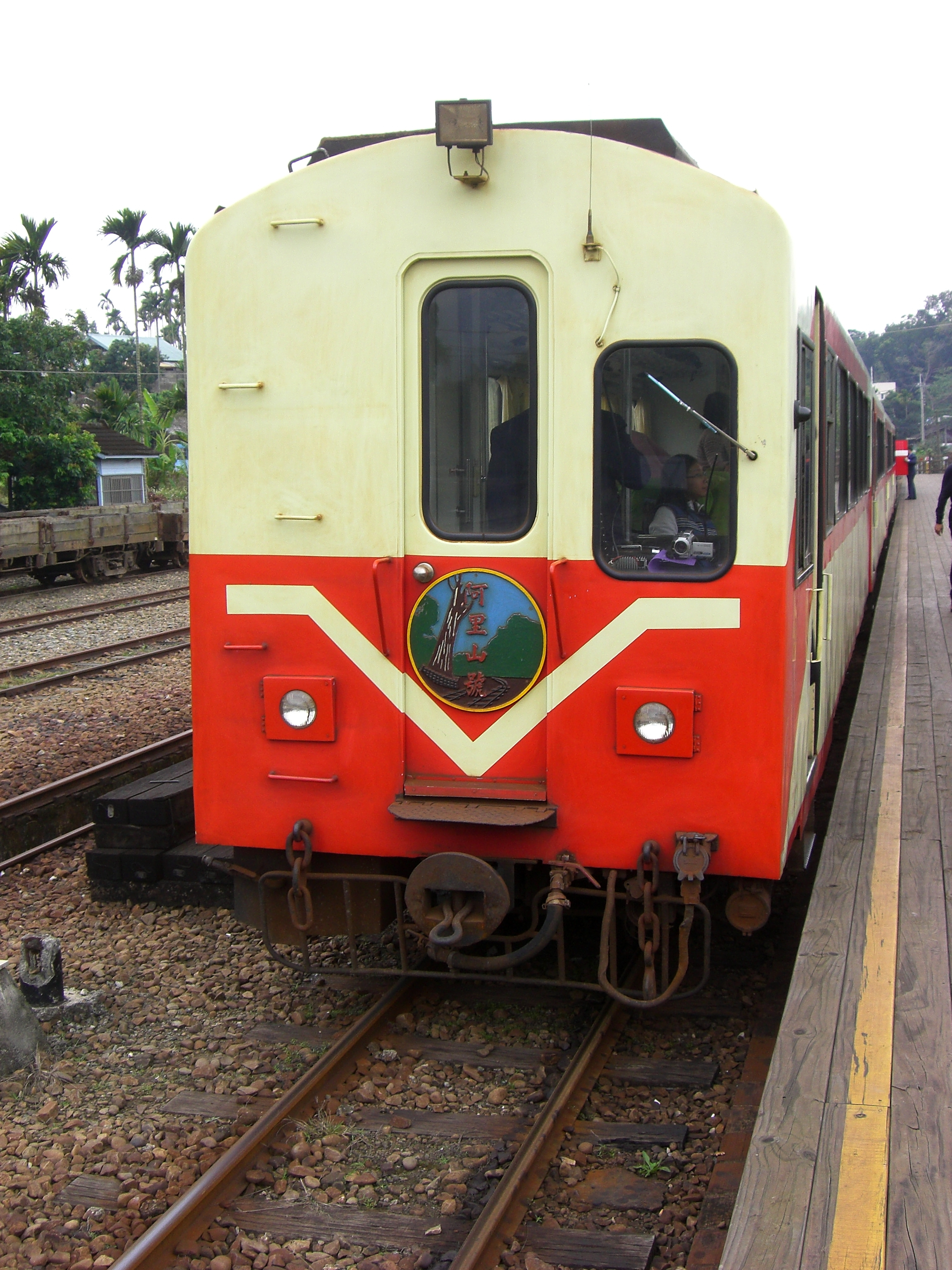
阿里山号妻面
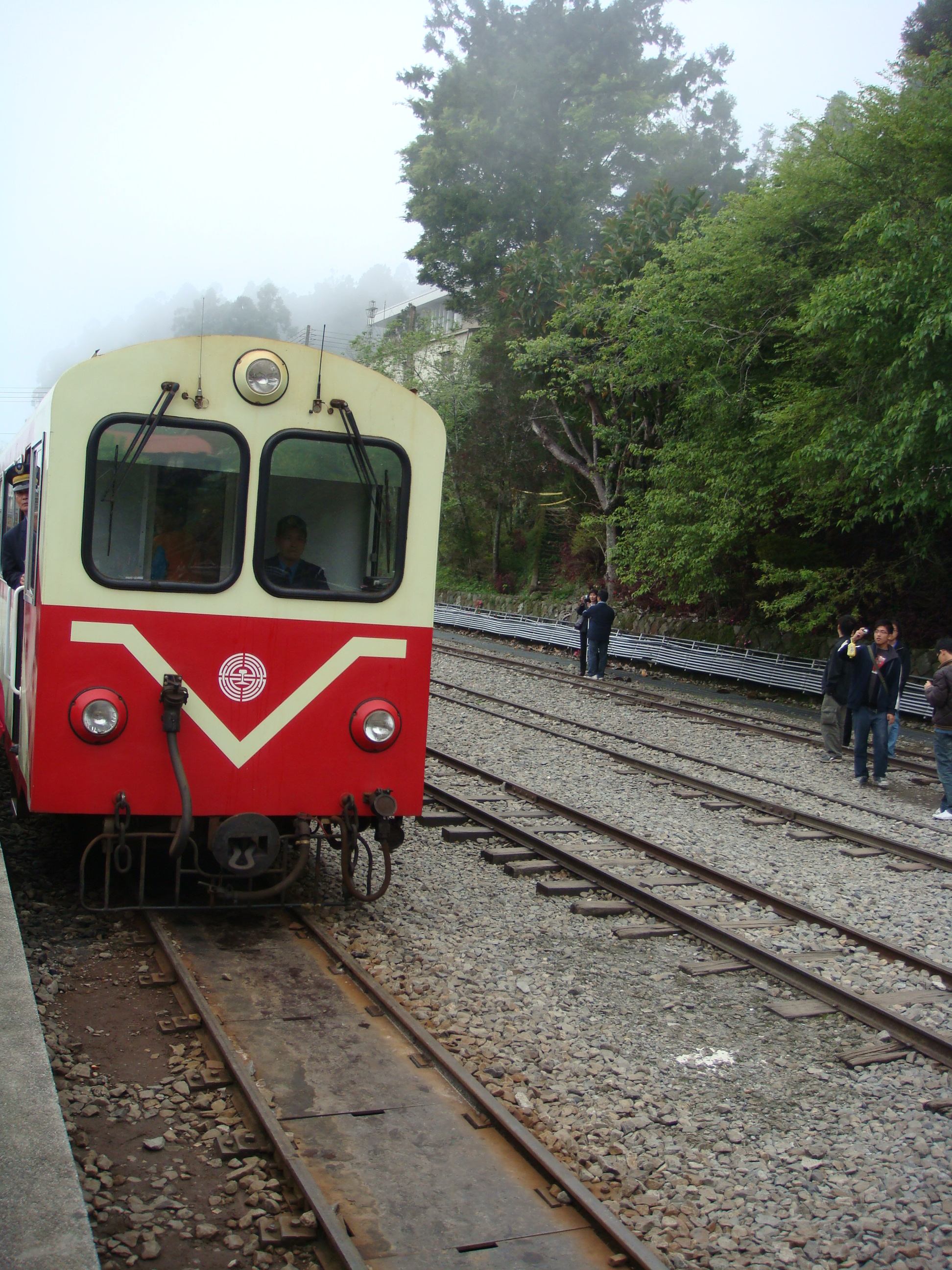
阿里山号3次車妻面
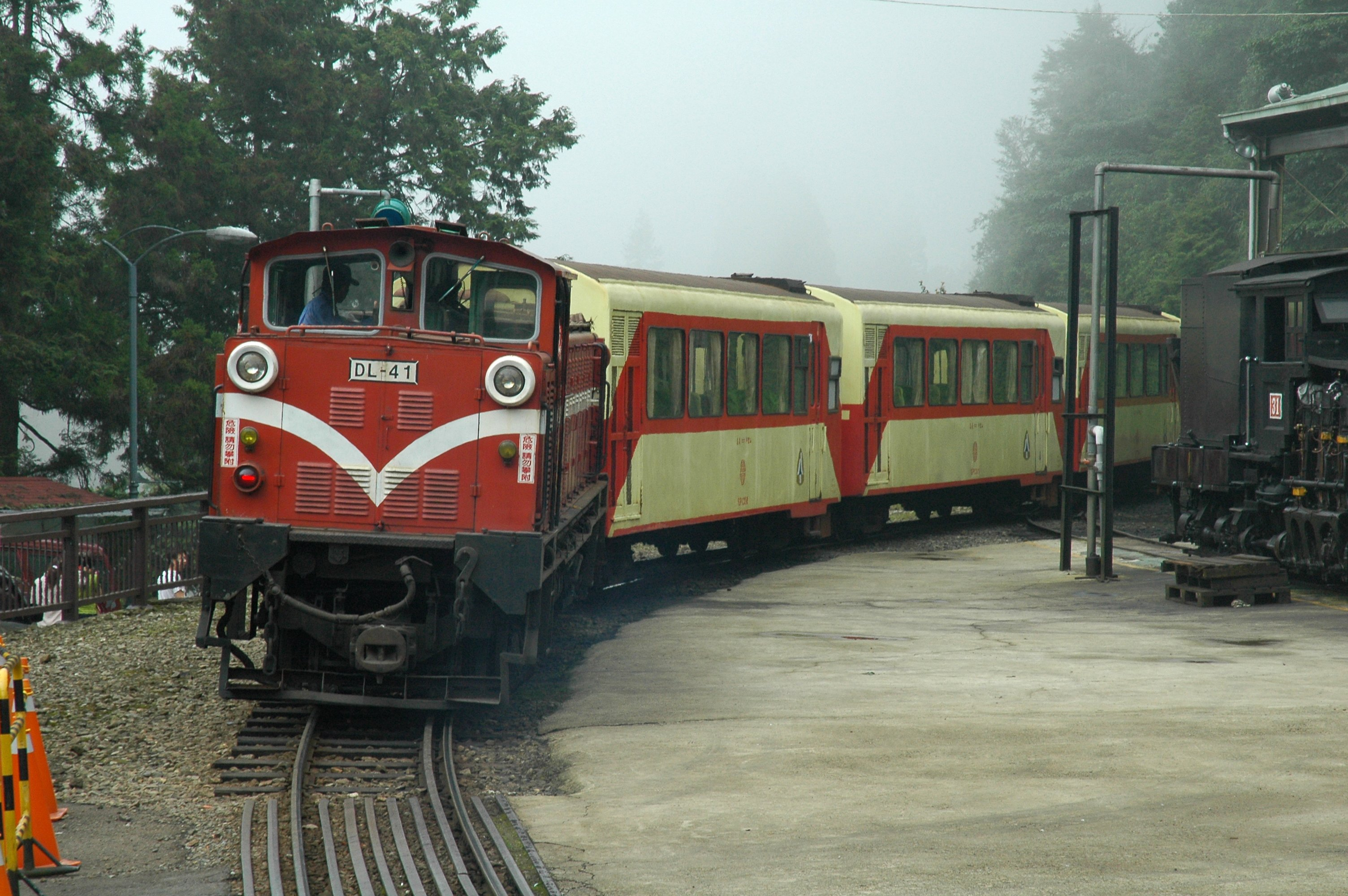
阿里山駅の阿里山号
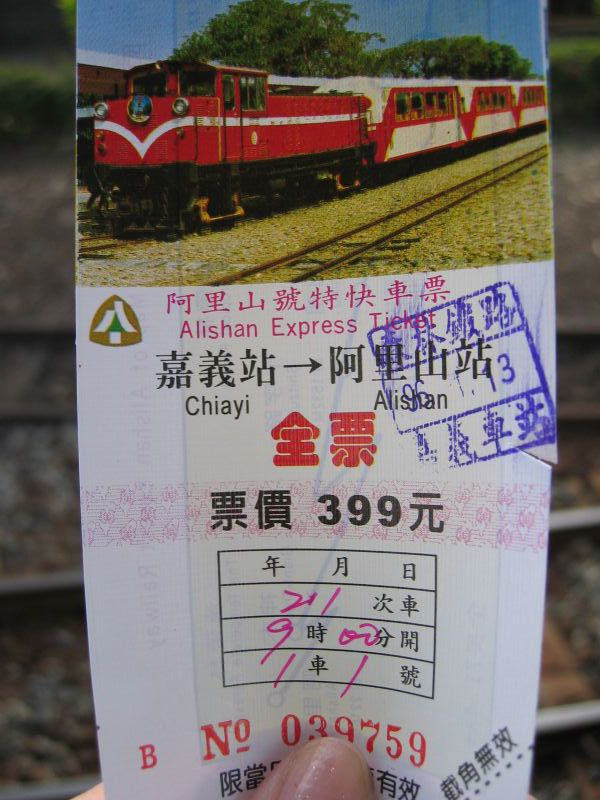
阿里山号切符